# Ute Langanky

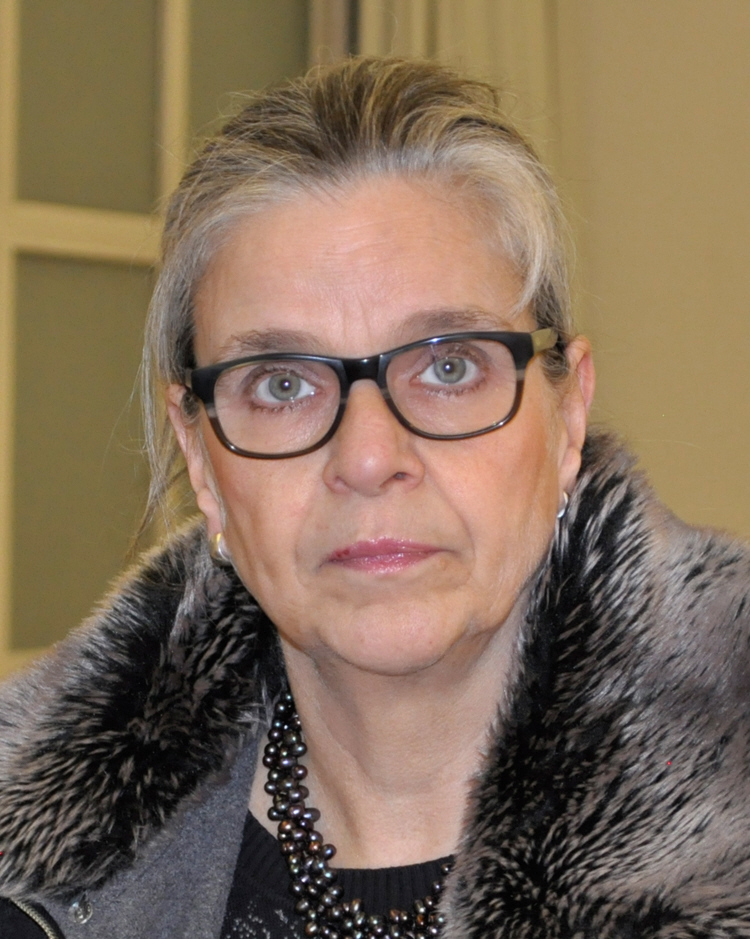
Ute Langanky (2016)

Ute Langanky (* 1957 in Düsseldorf) ist eine deutsche Künstlerin. 

## Werdegang
Ute Langanky studierte ab 1976 an der Kunstakademie Düsseldorf bei Gerhard Richter und von 1980 bis 1983 bei Alfonso Hüppi, dessen Meisterschülerin sie wurde. Von 1979 bis 1984 absolvierte sie ein Philosophiestudium an der Heinrich-Heine-Universität Düsseldorf, welches sie mit dem Staatsexamen abschloss. Seither ist sie freischaffend tätig. 
1984 erhielt sie ein Arbeitsstipendium an der Kampnagelfabrik Hamburg. 1989 wurde Langanky für das Förderprogramm der Art Cologne ausgewählt. 1993 bis 1994 war sie im Kulturprogramm Vinschgau – Südtirol vertreten. Die Kulturstiftung des Landes Rheinland-Pfalz würdigte 1998 ihre Arbeit mit einem Aufenthaltsstipendium im Künstlerhaus Edenkoben. 2005 konzipierte sie das neu eingerichtete Thomas-Kling-Archiv auf der Raketenstation Hombroich, welches bis heute von ihr betreut wird. Die Künstlerin ist seit 2012 an der Universität Koblenz-Landau als künstlerische Mitarbeiterin und Lehrbeauftragte in den Bereichen Malerei und Fotografie tätig.

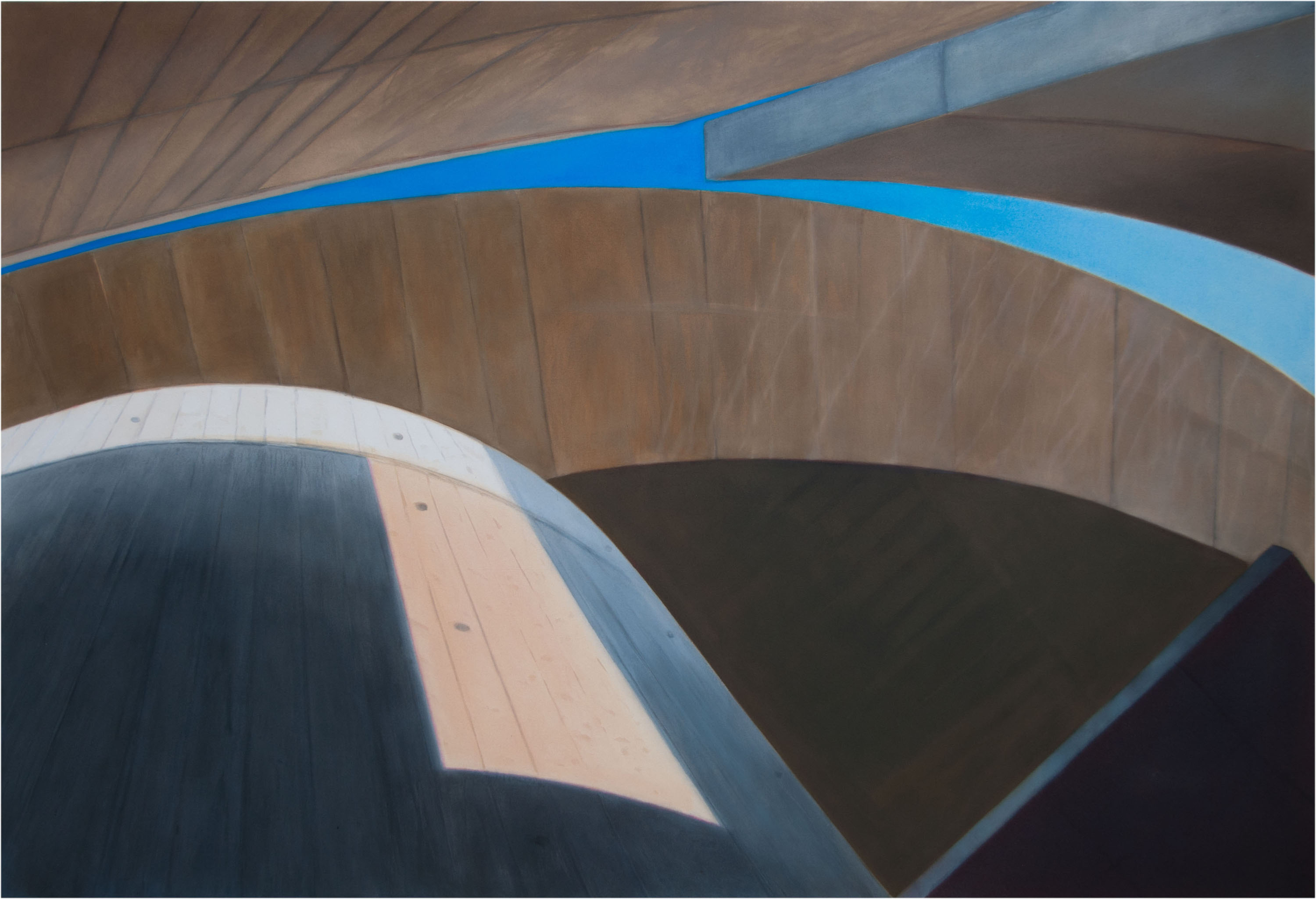
Concrete IV, 2017, Acryl auf Nessel, 160 × 240 cm

Langanky arbeitet intermedial. Neben einem umfangreichen grafischen Werk sind Malerei, Fotografie sowie deren digitale Bearbeitungen Schwerpunkte ihrer Arbeit. Ein oft eingesetztes Mittel ist das Auflösen gewohnter Bilder bis hin zur fast völligen Abstraktion. Bei der seriellen Arbeit mit Bildfolgen und Fotosequenzen gerät ein ebenso filmischer wie programmatischer Aspekt in den Blick. 
Neben ihren autonomen Arbeiten legte sie mehrfach neue bildkünstlerische Interpretationen großer Werke der europäischen Literatur vor (u. a. Beowulf, Catull und Oswald von Wolkenstein). Mit ihrem Lebenspartner Thomas Kling verband sie eine fruchtbare künstlerische Zusammenarbeit, wobei der Sprachkünstler und die bildende Künstlerin kongenial Grenzen ihrer Medien überwanden.
Sie lebt seit 1995 auf der Raketenstation, einem Gelände der Stiftung Insel Hombroich in der Nähe von Neuss. Die landschaftliche, florale oder architektonische Motivik mutiert zum lesbaren Bildinventar ihrer Werke.

## Publikationen
- 1994: Das Eigen. Handbuch. 3 Buchunikate. Aquarelle auf indischem Bütten, Fadenheftung.
- 1995: Lager. dreifarbiger Linoldruck auf Bütten. Kunstverein Düsseldorf. Auflage 20.
- 1995: Optikus. Leporello mit Poem von Barbara Köhler. Kunstraum im PCC. Köln, Auflage 500.
- 1996: visiert. Dreifarb. Linoldruck auf Bütten. Aldegrever Gesellschaft. Münster. Auflage 25.
- 1997: wolkenstein.mobilisierun. Druckwerk Langanky / Kling. 10 Linoldrucke und ein Monolog auf 250 g Rivet-Bütten im Holzschuber. Hrsg. Josef Kleinheinrich. Münster. Auflage 100 sign. u. nummer. Exemplare. ISBN 3-930754-16-9.
- 1997: Oswald von Wolkenstein. Mappe mit 10 teils mehrfarbigen Linoldrucken, sign. u. numer., Auflage XX.
- 1997: Catull. Das Haar der Berenice. Buch.Bildfolge Malerei und Fotografie. Ute Langanky zu Übersetzungen Thomas Kling der Carmina.Catull Nachwort Pantheon-Auge Hans Jürgen Balmes. Edition Tertium, Ostfildern, ISBN 3-930717-54-9.
- 1998: Stiftung Insel Hombroich. Buch zum Museum Insel Hombroich sowie der Raketenstation. Mit Bild- und Textbeiträgen von U. L. Hrsg. Ministerium für Stadtentwicklung, Kultur und Sport NRW. 1. Auflage 1998, 7. erweiterte Aufl. 2014, ISBN 3-00-002760-2.
- 2000: gelände.camouflage. Langanky / Kling Buch. 4 Fotosequenzen ( je 6-tlg.) Raketenstation Hombroich und ein Poem. Hrsg. Josef Kleinheinrich, Münster, ISBN 3-930754-18-5.
- 2001: Anamnese. Buch. Malerei und Fotografie. Texte von Ute Langanky und Rüdiger Lorenz. Gedicht Menhirreihen Thomas Kling. Kerber Verlag, Bielefeld, ISBN 3-933040-57-4.
- 2002: Nachtwache. Buch. 55-tlg. Fotosequenz. Texte von Bonaventura d. i. August Klingemann und Ute Langanky. Nachwort Dritte Nachtwache von Ulf Erdmann Ziegler. Vorzugsausgabe zur 1. Auflage mit 300 num. Exemplaren, denen je ein sign. Originalfoto Turmschatten II beiliegt. DuMont, Köln, ISBN 3-7701-5898-9.
- 2002: ZINNEN. Großformatiges Mappenwerk mit je 3 Linocut-Paintings, Monotypien Ute Langanky und ein Poem Thomas Kling. Hrsg. Josef Kleinheinrich. Münster. Auflage 12 arab., 3 röm. Numer. Ex.
- 2002: Reproduktionen. Mappenwerk mit 5 sign. Photooriginalen aus der Serie Herbarium. Text Gedankentröstung Gabriele Uerscheln. Gedicht Amaryllis Belladonna L. Thomas Kling. Museum für Europäische Gartenkunst, Stiftung Schloß und Park Benrath. Aufl. 25.
- 2004: The Seafarer. Mappe. 11 numer. u. sign. s/w Fotos auf Bütten, die eine Übersetzung von Thomas Kling aus dem Altsächsischen einschließen. Auflage 10.
- 2007: Ut pictura poesis. 100 signierte Drucke.
- 2007: den sprachn das sentimentale abknöpfn. Konzept, Bearbeitung , Titelfoto sowie eigene Beiträge / Widmungsbuch für Thomas Kling. Heinrich-Heine-Institut, Düsseldorf, Aufl. 500, ISBN 3-936698-04-X.
- 2010: auf den Grund. Katalog zur gleichnamigen Ausstellung. Stiftung Schloss und Park Benrath / Museum für Europäische Gartenkunst. Text von Gabriele Uerscheln. Vorzugsausgabe, 20 numer. u. sign. Exemplare mit DVD: Hana-Bi.
- 2011: Das brennende Archiv. Mitherausgabe des Thomas Kling-Dossiers in der Nr. 76 des Schreibheft / Zeitschrift für Literatur. Rigodon Verlag, Essen, ISBN 978-3-924071-32-5
- 2014: THE SEEFARER. Mappe mit 12 numer. u. sign. Fotografien, Inkjet Fine Art K3 Tinten auf Canson Photographique. Text von Barbara Hess. Verlag Stefan Schuelke Fine Books, Köln. Aufl. XII.
- 2016: Formaloskop : Rauminstallation im FIH field institute der Raketenstation Hombroich : September 2011 / Formalhaut; Fotografie Ute Langanky. Hg. v. Gabriele Seifert und Götz Stöckmann. Innsbruck University Press, Innsbruck, 2016, ISBN 978-3-903122-63-5.
- 2017: Dialogisches Prinzip. In: Gabriele Wix, Kerstin Stüssel (Hg.): Thomas Kling. Double Exposure (= Schriftenreihe der Kunst- und Museumsbibliothek der Stadt Köln. Hg. v. Elke Purpus, Band 5/2017). Köln, S. 91–100.

## Ausstellungen (Auswahl)
- 2019: Blick auf Beowulf. Heinrich-Heine-Institut, Düsseldorf
- 2018: Koblenz analog. Haus der Fotografie, Landesmuseum Koblenz, Festung Ehrenbreitstein (Gruppenausstellung)
- 2018: Künstler Buch Projekt. Junges Museum des Osthaus Museum, Hagen (Gruppenausstellung)
- 2017: Concrete. Malerei und Fotografie, Galerie Künstlerbunker Karlstraße, Leverkusen-Opladen
- 2017: Heimat?. Deutscher Künstlerbund, Berlin (Gruppenausstellung)
- 2017: Thomas Kling. Double exposure. Kunst- und Museumsbibliothek, Köln (Gruppenausstellung)
- 2016: Sehfahrer. Galerie 149, Bremerhaven
- 2014: Seefarer. Stefan Schuelke fine books, Köln
- 2013: Zur Leitcodierung. Universität Bonn (Gruppenausstellung)
- 2012: Erftbilder + Farbfelder. Villa Erckens, Grevenbroich
- 2011: auf den Grund. Museum für Europäische Gartenkunst/Stiftung Schloss mit Park Benrath
- 2011: Raimund Abraham, Fotografie. Cooper Union, New York City/USA (Gruppenausstellung)
- 2011: Bühnenbilder. zum Hörspiel: Vogelherdrecherche LAB, Frankfurt
- 2011: last minute. Malerei und Fotografie, Galerie amschatzhaus, Neuss
- 2010: Topologie. einer Utopie, Galerie 21, Köln
- 2009: Ins Offene. Malerei und Fotografie, Galerie Konrad Mönter, Meerbusch-Osterath
- 2009: Memorizer. der Sammler Andreas Züst, Aargauer Kunsthaus, Aarau/CH (Gruppenausstellung)
- 2007: den sprachn das sentimentale abknöpfn. Heinrich-Heine-Institut, Düsseldorf
- 2007: ut pictura poesis. Lippische Gesellschaft für Kunst, Lemgo
- 2006: Hana-Bi. semina rerum, Zürich
- 2005: Hombroich spaceplacelab . Center for Architecture, 536 LaGuardia Place, New York City / USA (Gruppenausstellung)
- 2004: Untergang der romantischen Sonne. Schilderij, Fotografie-Malerei-Künstlerbücher, DB an den Domikanern Köln
- 2003: Belladonna. semina rerum, Zürich
- 2002: Deutscher Südwesten. Museum für Weinbau und Stadtgeschichte, Edenkoben
- 2002: Im Visier. Kulturforum Alte Post, Neuss